# 管琪
管琪（1449年—?），字儒珍，直隸蘇州府崑山縣人，民籍，明朝政治人物。進士出身。

## 生平
早年出身國子生，成化十年（1474年）甲午科應天府鄉試第二十五名。成化十四年（1478年）戊戌科會試第二十名，殿試登進士第三甲第一百零二名。弘治十二年（1499年）七月由南京禮部郎中升廣東布政司左參議，十八年二月升廣西右參政，正德五年（1510年）九月起復浙江右參政，尋升湖廣右布政使，六年二月轉左布政，九年正月考察以年老致仕。

## 家族
曾祖父管盛。祖父管信。父亲管昌。母王氏，繼母沈氏。重庆下。弟珣、瑄、瑢、珩、玢。娶吴氏。